# 나룰초등학교
나룰초등학교는 대한민국 경기도 하남시에 있는 공립 초등학교이다. ‘들녘에 둘러싸인 마을’이라는 뜻의 ‘나리울’을 줄인 것이 학교 이름이다.

## 학교 연혁
- 2010.03.01 개교 15학급(1), 유치원 1학급 편성
- 2010.03.01 초대 엄기능 교장 취임
- 2010.09.01 교육과학기술부지정 사교육절감형 창의경영학교 지정
- 2011.02.17 제1회 졸업식(35명)
- 2011.03.01 경기도교육청 지정 음악교과특성화학교(우리민요) 운영
- 2012.09.01 경기도교육청지정 혁신학교 지정교 운영
- 2013.05.01 인조잔디운동장 준공
- 2013.12.31 혁신교육 우수교, 방과후 운영 우수교, 건강관리 우수교 표창
- 2014.02.14 제4회 졸업식(졸업생 수 120명 / 누계 349명)
- 2014.03.01 제2대 윤진현 교장 취임
- 2015.02.12 제5회 졸업식(졸업생 수 104명 / 누계 453명)
- 2015.03.01 일반 29학급. 특수 1학급. 유치원 2학급

## 참고 자료
- 나룰초등학교 - 한국교육학술정보원 학교알리미